# Cephalaria armeniaca
Cephalaria armeniaca är en tvåhjärtbladig växtart som beskrevs av Eugen Iwanowitsch Bordzilowski. Cephalaria armeniaca ingår i släktet jätteväddar, och familjen Dipsacaceae. Inga underarter finns listade i Catalogue of Life.